# Berzék
Berzék is een plaats (község) en gemeente in het Hongaarse comitaat Borsod-Abaúj-Zemplén. Berzék telt 1053 inwoners (2001).